# Leonida Lari
Leonida Lari, także Leonida Lari-Iorga (ur. 26 października 1949 w Bursuceni jako Liubovi Tuchilatu, zm. 10 grudnia 2011 w Kiszyniowie) – mołdawska i rumuńska poetka, pisarka i tłumaczka oraz polityk, działaczka Frontu Ludowego Mołdawii, deputowana do Rady Najwyższej Związku Radzieckiego z Mołdawskiej SRR oraz do parlamentu Rumunii z ramienia Partii Wielkiej Rumunii.

## Życiorys
Jej rodzice byli nauczycielami. Ukończyła studia w zakresie filologii rumuńskiej na uniwersytecie w Kiszyniowie. Następnie podjęła pracę w muzeum literatury im. Dymitra Kantemira, w którym pracowała od 1971 do 1973. W latach 1985-1988 redagowała dział kultury i sztuki w piśmie "Literatura i Sztuka", zaś od 1988 do 2003 była redaktor naczelną pisma "Głos narodu", pierwszego w Mołdawskiej SRR czasopisma drukowanego w języku mołdawskim (rumuńskim) alfabetem łacińskim. Jest autorką 24 tomów poezji i tekstów literackich prozą. Zajmowała się również przekładami poezji światowej na język rumuński.
Działała we Froncie Ludowym Mołdawii od początku jego istnienia, będąc jedną z najsłynniejszych postaci w ruchu narodowym Mołdawian końca lat 80. XX wieku. Głosiła hasła panrumunizmu, zjednoczenia Mołdawii z Rumunią oraz szowinistyczne hasła wymierzone przeciwko Rosjanom i rosyjskojęzycznym mieszkańcom Mołdawii. Podczas jednej z demonstracji mołdawskiego ruchu narodowego wzięła symboliczny ślub z pomnikiem Stefana Wielkiego w Kiszyniowie.  
W latach 1988–1990 była deputowaną do Rady Najwyższej ZSRR z Mołdawskiej SRR, od 1990 do 1992 była członkinią stałego biura Frontu. Od 1990 do 1997 kierowała natomiast Chrześcijańsko-Demokratyczną Ligą Kobiet Mołdawii.
Od 1992 kontynuowała działalność polityczną w Rumunii. W 1996 została wybrana deputowaną do parlamentu z ramienia Narodowo-Chłopskiej Partii Chrześcijańsko-Demokratycznej. Następnie przeszła do Partii Wielkiej Rumunii i z jej listy jeszcze dwukrotnie uzyskiwała mandat w 2000 i 2004. Ostatecznie opuściła również tę partię. W 2006 wróciła do Narodowo-Chłopskiej Partii Chrześcijańsko-Demokratycznej. 
Zmarła w 2011 na raka i została pochowana na Cmentarzu Centralnym (Ormiańskim) w Kiszyniowie.

### Rodzina
Jej mężem był aktor i reżyser Mihai Iorga, z którym miała trzy córki: Ramonę, Cristinę i Emanuelę. 

## Twórczość
- Piața Diolei, 1974
- Mitul trandafirului, 1985
- Scoica solară, 1987
- Insula de repaos, 1988,
- Dulcele foc, 1989
- Anul 1989, 1990
- Lira și păianjenul, 1992
- Epifanii, 1994
- Scrisori de pe strada Maica Domnului, 1995
- Lunaria, 1995
- Infinitul de aur, 2001[1].